# Geovanni Mauricio Paz Hurtado

Bischofswappen

Geovanni Mauricio Paz Hurtado (* 30. November 1962 in Cotacachi, Provinz Imbabura, Ecuador) ist ein ecuadorianischer Geistlicher und römisch-katholischer Bischof von Latacunga.

## Leben
Geovanni Mauricio Paz Hurtado erwarb nach dem Besuch der Grundschule am Kolleg Sánchez y Cifuentes in Ibarra die Hochschulreife. Er studierte Philosophie und Theologie am Priesterseminar Nuestra Señora de La Esperanza und empfing am 29. Juni 1988 durch Bischof Luis Oswaldo Pérez Calderón das Sakrament der Priesterweihe für das Bistum Ibarra und wirkte anschließend bis 1996 als Gemeindepfarrer in seinem Heimatbistum. Von 1997 bis 2006 war er als Pfarrer im kubanischen Bistum Cienfuegos tätig und koordinierte ab dem Jahr 2000 zusätzlich die dortigen Missionstätigkeiten. Er kehrte anschließend nach Ecuador zurück und war von 2012 bis 2016 Generalvikar des Bistums Ibarra, nachdem er seit 2011 bereits stellvertretender Generalvikar war. Von 2012 bis 2016 lehrte er zudem Missionswissenschaft am Priesterseminar Nuestra Señora de La Esperanza.
Am 30. November 2016 ernannte ihn Papst Franziskus zum Bischof von Latacunga. Der Apostolische Nuntius in Ecuador, Erzbischof Giacomo Guido Ottonello, spendete ihm am 20. Januar des folgenden Jahres die Bischofsweihe. Mitkonsekratoren waren der Erzbischof von Quito, Fausto Gabriel Trávez Trávez OFM, und der Bischof von Ibarra, Valter Dario Maggi.